# Puszkinskaja (stacja metra w Petersburgu)
Puszkinskaja (ros. Пу́шкинская) – dwunasta stacja linii Kirowsko-Wyborskiej, znajdującego się w Petersburgu systemu metra.

## Charakterystyka
Ruch pasażerski na stacji Puszkinskiej został oficjalnie zainaugurowany 30 kwietnia 1956 roku, a jej konstrukcja jest przykładem typu pylonowego. Autorami projektu architektonicznego obecnej postaci stacji są: L. M. Polakow (Л. М. Поляков), W. A. Pietrow (В. А. Петров), A. A. Gruszkie (А. А. Грушке), A. S. Gieckin (А. С. Гецкин), W. P. Szuwałowa (В. П. Шувалова), S. M. Epsztejn (С. М. Эпштейн). Puszkinskaja miała pierwotnie zostać oddana do użytku wraz z innymi stacjami, czyli zgodnie z harmonogramem, 15 listopada 1955 roku. Z uwagi jednak na problemy z kurzawką i schodami ruchomymi jej otwarcie opóźniło się o kilka miesięcy. Stacja, znajdująca się przy Prospekcie Zagorodnym, dysponuje połączeniem z Dworcem Witebskim i z tego też powodu, w pierwotnych założeniach, miała ona nosić także miano Witiebskij wokzał (Витебский вокзал). Ostatecznie jednak zdecydowano się poświęcić ją w całości rosyjskiemu poecie, Aleksandrowi Puszkinowi. Na jednej ze ścian umieszczony został relief przedstawiający medalion z podobizną Puszkina. Ściany wykonane zostały z białego marmuru, a posadzka z płyt ciemnego granitu o czerwonym zabarwieniu. Granit ten sprowadzony został z Ukrainy. Lampy o formie półkolistych kryształów ustawiono przy pylonach, podtrzymywane są przez złote tarcze i włócznie. Przy jednej ze ścian pomnik siedzącego Puszkina, a za nim malowidło przedstawiające ogród. Ściany przy torach białe, dekorowane wieńcami laurowymi, podobnie jak półkoliste sklepienie. Na ścianach dekoracyjne liczby „1955”, mające przypominać o dacie otwarcia stacji, mimo że de facto jej inauguracja opóźniła się i nastąpiła rok później. Oświetlenie zapewniają też zwisające z sufitu żyrandole.
Puszkinskaja położona jest na głębokości 57 metrów. Uchodzi ona za jedną z najpiękniejszych w całym systemie petersburskiego metra. Istnieje możliwość przesiadki poprzez stację Zwienigorodskają na linię Frunzeńsko-Nadmorską. Ruch pociągów na stacji odbywa się od godziny 5:38 do godziny 0:28 i w tym czasie jest ona otwarta dla pasażerów.